# Pirenejski jezici
Pirenejski jezici, ogranak pirenejsko-mozarapskih jezika čiji je jedini predstavnik, ujedno i njezini jedini živi predstavnik aragonski jezik [arg],kojim govori ljudi na Pirenejskom poluotoku, Aragonija, Španjolska.
Zajadno s mozarapskom podskupinom čini o je pirenejsko-mozarapsku skupinu. Postojali su centralni, istočni, zapadni i južni dijalekt.

## Vanjske poveznice
- Ethnologue (14th)
- Ethnologue (15th)